# Charlie kokietuje
Charlie kokietuje, znany również pod tytułem Charlie przebiera się (ang. The Masquerader) – amerykański niemy film komediowy z 1914 roku, w reżyserii Charliego Chaplina. Premiera odbyła się 27 sierpnia 1914.

## Opis filmu
Charlie Chaplin gra tu aktora filmowego. Paprze parę ujęć i zostaje wyrzucony. Wraca przebrany za elegancką damę i oczarowuje reżysera. Film daje wgląd w życie amerykańskiej wytwórni filmowej wczesnego okresu. Jest to drugi film, w którym Charlie występuje w przebraniu kobiety.

## Obsada
- Charlie Chaplin − aktor
- Roscoe Arbuckle − aktor
- Chester Conklin − aktor
- Charles Murray − reżyser
- Fritz Schade − łotr